# Concattedrale di Cariati
La concattedrale di San Michele Arcangelo è il principale luogo di culto cattolico di Cariati, in Calabria. 
Cattedrale fino al 1986 della diocesi di Cariati, oggi è concattedrale dell'arcidiocesi di Rossano-Cariati. Sorge nella parte alta del centro storico, a 82 metri sul livello del mare.

## Storia
Di origine medievale, la cattedrale di Cariati era originariamente intitolata a San Pietro. La struttura, costruita nel V secolo d.C., ha subito nel corso del XVIII secolo lavori di ampliamento e ristrutturazione. Fu il vescovo di Cariati Nicola Golia (1839-1873) a volerne la trasformazione in stile neoclassico, confermando la devozione a San Michele Arcangelo sancita nel 1741 dal vescovo Carlo Ronchi. Monsignor Golia inaugurò nel 1857 l'edificio, realizzato dal maestro Carmine Ruggero, su disegno dell'architetto napoletano Orazio Dentice.
Il 30 settembre 1986 con il decreto Instantibus votis della Congregazione per i Vescovi le due sedi di Rossano e di Cariati, già unite aeque principaliter dal 1979, furono unite con la formula plena unione e la nuova circoscrizione ecclesiastica ha assunto il nome attuale. Contestualmente la cattedrale di Cariati ha assunto il titolo di concattedrale.

## Descrizione
La facciata è preceduta da un porticato, dal quale si erge il campanile, costruito nel 1649. La cupola, rivestita con mattonelle di maiolica policrome, è stata restaurata nel 2012.
L'interno presenta tre navate separate da colonne ioniche disposte in coppia. In ciascuna navata laterale si trovano tre altari. Di particolare interesse sono le cappelle dedicate a San Cataldo e al Santissimo Sacramento, quest'ultima dotata di un altare marmoreo barocco, opera di scuola napoletana del '700. Sull'altare maggiore è posta una tela raffigurante l'Assunzione di Maria Vergine, opera del pittore calabrese Raffaele Aloisio. Ai lati del presbiterio si trova un coro ligneo in stile barocco, intagliato e decorato da Gerolamo Franceschini di Serra San Bruno e realizzato tra il 1755 ed il 1759. Sulla volta della navata centrale è raffigurato San Michele Arcangelo che scaccia Lucifero e gli angeli ribelli dal Paradiso, opera eseguita nel 1912 dal pittore napoletano Luigi Taglialatela.
La Concattedrale è stato restaurata, dopo un decennio di lavori, mentre era Arciprete don Renzo Bagarolo. Il 25 dicembre 2000 è stata solennemente riaperta da mons. Andrea Cassone, Arcivescovo di Rossano-Cariati, in occasione del Grande Giubileo,